# Гемптон (Південна Кароліна)
Гемптон (англ. Hampton) — місто (англ. town) в США, в окрузі Гемптон штату Південна Кароліна. Населення — 2694 особи (2020).

## Географія
Гемптон розташований за координатами 32°52′3″ пн. ш. 81°6′34″ зх. д. / 32.86750° пн. ш. 81.10944° зх. д. (32.867593, -81.109369).  За даними Бюро перепису населення США в 2010 році місто мало площу 11,72 км², з яких 11,69 км² — суходіл та 0,04 км² — водойми.

## Демографія
Згідно з переписом 2010 року, у місті мешкало 2808 осіб у 1198 домогосподарствах у складі 752 родин. Густота населення становила 239 осіб/км².  Було 1368 помешкань (117/км²).
Расовий склад населення:
| - 50,4 % — білих - 45,6 % — чорних або афроамериканців - 2,0 % — азіатів - 0,5 % — корінних американців |

До двох чи більше рас належало 0,9 %. Частка іспаномовних становила 1,7 % від усіх жителів.
За віковим діапазоном населення розподілялося таким чином: 25,0 % — особи молодші 18 років, 57,2 % — особи у віці 18—64 років, 17,8 % — особи у віці 65 років та старші. Медіана віку мешканця становила 40,6 року. На 100 осіб жіночої статі у місті припадало 84,7 чоловіків;  на 100 жінок у віці від 18 років та старших — 80,1 чоловіків також старших 18 років.
Середній дохід на одне домашнє господарство  становив 50 494 долари США (медіана — 35 568), а середній дохід на одну сім'ю — 67 936 доларів (медіана — 61 071). За межею бідності перебувало 14,1 % осіб, у тому числі 16,1 % дітей у віці до 18 років та 15,1 % осіб у віці 65 років та старших.
Цивільне працевлаштоване населення становило 989 осіб. Основні галузі зайнятості: освіта, охорона здоров'я та соціальна допомога — 27,5 %, виробництво — 16,5 %, мистецтво, розваги та відпочинок — 13,8 %.